# Hofstadgroep-arresten
De Hofstadgroep-arresten zijn uitspraken van de Hoge Raad der Nederlanden in de strafzaken tegen zeven leden van de Hofstadgroep:
- HR 2 februari 2010, 08/00695, ECLI:NL:HR:2010:BK5193 (in cassatie op ECLI:NL:GHSGR:2008:BC2576, Jason W.).
- HR 2 februari 2010, 08/04955, ECLI:NL:HR:2010:BK5189 (in cassatie op ECLI:NL:GHSGR:2008:BC4129, Ismail A.).
- HR 2 februari 2010, 08/00721, ECLI:NL:HR:2010:BK5174 (in cassatie op ECLI:NL:GHSGR:2008:BC4183, Ahmed H.).
- HR 2 februari 2010, 08/00740, ECLI:NL:HR:2010:BK5196 (in cassatie op ECLI:NL:GHSGR:2008:BC4171, Nouriddin el F.).
- HR 2 februari 2010, 09/01625, ECLI:NL:HR:2010:BK5175 (in cassatie op ECLI:NL:GHSGR:2008:BC4182, Yousef E.).
- HR 2 februari 2010, 09/01626, ECLI:NL:HR:2010:BK5182 (in cassatie op ECLI:NL:GHSGR:2008:BC4177, Mohamed el M.).
- HR 2 februari 2010, 08/00623, ECLI:NL:HR:2010:BK5172 (in cassatie op ECLI:NL:GHSGR:2008:BC4178, Mohamed Fahmi B.).

## Achtergrond[1]
Aan veertien verdachten is — voor zover hier besproken — tenlastegelegd dat zij hebben deelgenomen aan een terroristische en criminele organisatie; deze organisatie had onder meer tot doel het plegen van de misdrijven opruiing, verspreiding van opruiende geschriften, aanzetten tot haat, bedreiging en bedreiging met een terroristisch misdrijf.
Op 10 maart 2006 sprak de Rechtbank Rotterdam vijf verdachten vrij en veroordeelde de overige negen verdachten.
In zeven zaken is hoger beroep ingesteld bij het Gerechtshof ’s-Gravenhage. Op 23 januari 2008 heeft het gerechtshof de in eerste aanleg veroordeelden vrijgesproken van deelname aan een criminele organisatie. Volgens het hof had de Hofstadgroep onvoldoende organisatorische substantie gehad om tot het bestaan van een organisatie als bedoeld in de artikelen 140 en 140a van het Wetboek van Strafrecht te kunnen concluderen. Het hof oordeelde dat het samenwerkingsverband van de verdachten te weinig gestructureerd was om tot een veroordeling te kunnen komen. Ook van het aanzetten tot haat was naar het oordeel van het hof geen sprake. Het hof oordeelde dat de wetgever slechts heeft bedoeld, het aanzetten tot haat gericht tegen kwetsbare minderheidsgroepen strafbaar te stellen.
Het hof heeft één van de verdachten, Jason W., veroordeeld tot een gevangenisstraf van 15 jaren wegens poging tot moord op leden van een arrestatieteam van de politie Den Haag en het in bezit hebben van handgranaten. Een tweede verdachte, Ismail A., werd wegens het medeplegen van het in bezit hebben van handgranaten veroordeeld tot een gevangenisstraf van 15 maanden.

## Procedures in cassatie[1]
Het Openbaar Ministerie heeft beroep in cassatie ingesteld tegen de arresten van het hof. Verdachte Jason W. heeft het cassatieberoep in zijn zaak tegengesproken, en heeft ook zelf beroep in cassatie ingesteld tegen zijn veroordeling (08/00695).
In de zaken 08/00721, 08/00740 en 09/01625 is het cassatieberoep van het Openbaar Ministerie tegengesproken.

### Cassatiemiddelen
De cassatiemiddelen van de advocaat-generaal hebben betrekking op de vrijspraak van deelneming aan een criminele organisatie (art. 140 Sr) en/of aan een organisatie met een terroristisch oogmerk (art. 140a Sr) – het tenlastegelegde onder 1 en 2. De middelen klagen dat het hof de grondslag van de tenlastelegging heeft verlaten door een onjuiste uitleg te geven aan de begrippen:
- "organisatie" (art. 140, 140a Sr)
- "aanzetten tot haat, discriminatie en geweld" (art. 137d Sr)
- "terroristisch oogmerk" (art. 83a Sr).

#### Eerste middel
4.1   Het [eerste] middel bevat onder meer de klacht dat het Hof (...) de grondslag van de tenlastelegging heeft verlaten doordat het een onjuiste uitleg heeft gegeven aan de daarin voorkomende term "organisatie". (...)
4.3   (...) Blijkens de wetsgeschiedenis moet het bestanddeel "organisatie" in art. 140a Sr op dezelfde wijze worden uitgelegd als het bestandddeel "organisatie" in art. 140 Sr.
Volgens bestendige jurisprudentie moet onder zo'n organisatie worden verstaan "een samenwerkingsverband, met een duurzaamheid en structuur tussen de verdachte en ten minste één andere persoon. Niet is vereist dat daarbij komt vast te staan dat een persoon om als deelnemer aan die organisatie te kunnen worden aangemerkt moet hebben samengewerkt met, althans bekend moet zijn geweest met alle andere personen die deel uitmaken van de organisatie of dat de samenstelling van het samenwerkingsverband steeds dezelfde is" (...).
4.4   Het hof heeft overwogen dat een groep personen alleen dan kan worden aangemerkt als een organisatie in voormelde zin indien sprake is van een gestructureerd en duurzaam samenwerkingsverband. Die opvatting getuigt (...) op zichzelf niet van een onjuiste rechtsopvatting.
Door echter vervolgens te oordelen dat van zo een samenwerkingsverband eerst dan kan worden gesproken als
"binnen die groep gemeenschappelijke regels en een gemeenschappelijke doelstelling hebben bestaan, waaraan de individuele leden gebonden waren en door welke gemeenschappelijkheid op die leden een zekere druk kon worden uitgeoefend zich aan de regels te houden en aan die doelstelling gebonden te achten",
heeft het Hof een te beperkt bereik gegeven aan die maatstaf. Dusdoende heeft het Hof een onjuiste betekenis toegekend aan de in de tenlastelegging voorkomende term "organisatie" (...).

#### Tweede middel
5.1   Het [tweede] middel behelst de klacht dat het Hof (...) de grondslag van de tenlastelegging heeft verlaten doordat het een onjuiste uitleg heeft gegeven aan de daarin voorkomende bewoordingen "aanzetten tot haat, discriminatie en geweld". (...)
5.3   Noch de tekst noch de geschiedenis van de totstandkoming van art. 137d Sr (...) bevat aanknopingspunten voor 's Hofs opvatting dat art. 137d Sr slechts beoogt bepaalde minderheidsgroepen vanwege hun kwetsbaarheid — onder meer "wegens hun godsdienst of levensovertuiging" — te beschermen.

5.4   Hieruit volgt dat het Hof (...) een onjuiste betekenis heeft toegekend aan de in de tenlastelegging voorkomende bewoordingen "aanzetten tot haat, discriminatie en geweld" (...)

#### Derde middel
Alleen in de strafzaak tegen Jason W. had de advocaat-generaal een derde cassatiemiddel. De Hoge Raad overwoog:
6.1   Het [derde] middel behelst de klacht dat het Hof (...) de grondslag van de tenlastelegging heeft verlaten doordat het een onjuiste uitleg heeft gegeven aan het daarin voorkomende begrip "terroristisch oogmerk", althans dat de vrijspraak van dit onderdeel van de tenlastelegging onvoldoende is gemotiveerd. (...)
6.2.2   Het in de tenlastelegging voorkomende begrip "terroristisch oogmerk" is ontleend aan art. 83a Sr.
6.2.3   Art. 83a Sr luidt:
"Onder terroristisch oogmerk wordt verstaan het oogmerk om de bevolking of een deel der bevolking van een land ernstig vrees aan te jagen, dan wel een overheid of internationale organisatie wederrechtelijk te dwingen iets te doen, niet te doen of te dulden, dan wel de fundamentele politieke, constitutionele, economische of sociale structuren van een land of een internationale organisatie ernstig te ontwrichten of te vernietigen."
6.2.4    Art. 83a is in het Wetboek van Strafrecht ingevoegd bij de wet van 24 juni 2004, Stb. 290.
De geschiedenis van de totstandkoming van deze wet houdt met betrekking tot deze bepaling onder meer in hetgeen in de conclusie van de Advocaat-Generaal is weergegeven.

6.3   Mede gelet op de geschiedenis van de totstandkoming van art. 83a Sr geven de (...) overwegingen van het Hof, waarbij de Hoge Raad 's Hofs overweging dat een (terroristisch) oogmerk niet uit een ideologie van een verdachte kan worden afgeleid aldus verstaat dat dat oogmerk niet louter daaruit kan worden afgeleid, niet blijk geeft van een onjuiste uitleg van het in de tenlastelegging (...) voorkomende begrip "terroristisch oogmerk". Het oordeel van het Hof is toereikend gemotiveerd (...).— ECLI:NL:HR:2010:BK5193

### De arresten van de Hoge Raad[1]
Op 8 december 2009 heeft advocaat-generaal mr. W.H. Vellinga in zijn conclusies de Hoge Raad geadviseerd om de bestreden uitspraken te vernietigen, voor wat betreft de vrijspraken ter zake het deelnemen aan een criminele of terroristische organisatie en het strafbaar aanzetten tot haat, zodat de zaken in zoverre nogmaals in hoger beroep behandeld kunnen worden.
Het hof heeft in zijn beoordeling te strenge eisen gesteld aan het bestaan en de structuur van criminele of terroristische organisaties. Ook heeft het hof door te oordelen dat van strafbaar aanzetten tot haat slechts sprake is als de uitingen gericht zijn tegen kwetsbare minderheidsgroepen een eis gesteld die geen steun vindt in de wet.
De overige klachten van het Openbaar Ministerie en de klachten van de advocaat van de wegens poging tot moord veroordeelde verdachte Jason W. waren volgens de advocaat-generaal tevergeefs voorgesteld.
Op 2 februari 2010 vernietigde de Hoge Raad de bestreden uitspraken en verwees de zaken ter verdere berechting naar het Gerechtshof Amsterdam.

## Terug bij de feitenrechter
Na verwijzing door de Hoge Raad wees het Gerechtshof Amsterdam op 17 december 2010 de arresten
- Gerechtshof Amsterdam 17 december 2010, 23-000745-10, ECLI:NL:GHAMS:2010:BO9016 (na verwijzing in ECLI:NL:HR:2010:BK5182, Mohamed el M.).
- Gerechtshof Amsterdam 17 december 2010, 23-000746-10, ECLI:NL:GHAMS:2010:BO9017 (na verwijzing in ECLI:NL:HR:2010:BK5175, Yousef E.).
- Gerechtshof Amsterdam 17 december 2010, 23-000747-10, ECLI:NL:GHAMS:2010:BO8032 (na verwijzing in ECLI:NL:HR:2010:BK5189, Ismail A.).
- Gerechtshof Amsterdam 17 december 2010, 23-000748-10, ECLI:NL:GHAMS:2010:BO9018 (na verwijzing in ECLI:NL:HR:2010:BK5174, Ahmed H.).
- Gerechtshof Amsterdam 17 december 2010, 23-000749-10, ECLI:NL:GHAMS:2010:BO9014 (na verwijzing in ECLI:NL:HR:2010:BK5172, Mohamed Fahmi B.).
- Gerechtshof Amsterdam 17 december 2010, 23-000750-10, ECLI:NL:GHAMS:2010:BO9015 (na verwijzing in ECLI:NL:HR:2010:BK5196, Nouriddin el F.).
- Gerechtshof Amsterdam 17 december 2010, 23-000751-10, ECLI:NL:GHAMS:2010:BO7690 (na verwijzing in ECLI:NL:HR:2010:BK5193, Jason W.).

Het Hof achtte deelneming aan een terroristische criminele organisatie bewezen en veroordeelde Mohamed el M., Yousef E., Ahmed H., Mohamed Fahmi B. en Nouriddin el F. tot gevangenisstraffen van 15 maanden.
Ismail A. en Jason W. hadden zich daarnaast nog schuldig gemaakt aan het voorhanden hebben van vier handgranaten. Ismail A. is veroordeeld tot 38 maanden. Jason W., die overeenkomstig een door hem tevoren beraamd plan een scherfgranaat in de richting van het arrestatieteam had gegooid, door het Hof gekwalificeerd als vijfvoudige poging tot moord, is veroordeeld tot een gevangenisstraf voor de duur van 13 jaren.

## Nogmaals cassatieberoep
Tegen de arresten van het Gerechtshof Amsterdam d.d. 17 december 2010 is — op één na? — door de verdachten beroep in cassatie ingesteld.
Op 3 juli 2012 wees de Hoge Raad de arresten
- HR 3 juli 2012, 10/05537, ECLI:NL:HR:2012:BW5121 (in cassatie op ECLI:NL:GHAMS:2010:BO9016, Mohamed el M.).
- HR 3 juli 2012, 11/00284, ECLI:NL:HR:2012:BW5161 (in cassatie op ECLI:NL:GHAMS:2010:BO9017, Yousef E.).
- HR 3 juli 2012, 11/02669, ECLI:NL:HR:2012:BW5178 (in cassatie op ECLI:NL:GHAMS:2010:BO8032, Ismail A.).
- HR 3 juli 2012, 11/00041, ECLI:NL:HR:2012:BW5132 (in cassatie op ECLI:NL:GHAMS:2010:BO9014, Mohamed Fahmi B.).
- HR 3 juli 2012, 11/03701, ECLI:NL:HR:2012:BW5185 (in cassatie op ECLI:NL:GHAMS:2010:BO9015, Nouriddin el F.).
- HR 3 juli 2012, 11/00043, ECLI:NL:HR:2012:BW5136 (in cassatie op ECLI:NL:GHAMS:2010:BO7690, Jason W.).

In ECLI:NL:HR:2012:BW5185 verklaarde de Hoge Raad de verdachte niet-ontvankelijk omdat geen middelen van cassatie waren voorgesteld.
In ECLI:NL:HR:2012:BW5121 en ECLI:NL:HR:2012:BW5178 verwierp de Hoge Raad het casstieberoep met toepassing van art. 81 RO.
Ook in ECLI:NL:HR:2012:BW5136 verwierp de Hoge Raad het casstieberoep, maar verminderde ambtshalve de duur van de opgelegde gevangenisstraf met drie maanden wegens overschrijding van de redelijke termin van berechting.
In ECLI:NL:HR:2012:BW5161 en ECLI:NL:HR:2012:BW5132 vernietigde de Hoge Raad de bestreden uitspraken en verwees de zaken ter verdere behandeling naar het Gerechtshof 's-Hertogenbosch. De Hoge Raad oordeelde in beide gevallen dat "[uit de] gedragingen van de verdachte ... niet zonder meer [kan] worden afgeleid dat hij daadwerkelijk een aandeel heeft gehad in, of heeft ondersteund, gedragingen die strekken tot of rechtstreeks verband houden met de verwezenlijking van het binnen de organisaties bestaande oogmerk en derhalve aan die organisaties heeft "deelgenomen" in de hiervoor bedoelde betekenis. (...)"

## Overzicht van uitspraken (tabel)
| Verdachte        | Parketnr.    | RBROT 10-03-2006 | GHSGR 23-01-2008 | HR 02-02-2010 | GHAMS 17-12-2010 | HR 03-07-2012 |
| ---------------- | ------------ | ---------------- | ---------------- | ------------- | ---------------- | ------------- |
| Nadir A.         | 10/000328-04 | AV5108           |                  |               |                  |               |
| Rachid B.        | 10/000396-04 | AV5108           |                  |               |                  |               |
| Mohamed El B.    | 10/000393-04 | AV5108           |                  |               |                  |               |
| Zakaria T.       | 10/000325-04 | AV5108           |                  |               |                  |               |
| Yousef E.        | 10/000323-04 | AV5108           | BC4182           | BK5175        | BO9017           | BW5161        |
| Zine Labidine A. | 10/000395-04 | AV5108           |                  |               |                  |               |
| Mohamed Fahmi B. | 10/000365-04 | AV5108           | BC4178           | BK5172        | BO9014           | BW5132        |
| Mohamed el M.    | 10/000397-04 | AV5108           | BC4177           | BK5182        | BO9016           | BW5121        |
| Ahmed H.         | 10/000394-04 | AV5108           | BC4183           | BK5174        | BO9018           | [ 5 ]         |
| Mohammed B.      | 10/600069-05 | AV5108           |                  |               |                  |               |
| Nouriddin el F.  | 10/000354-04 | AV5108           | BC4171           | BK5196        | BO9015           | BW5185        |
| Ismail A.        | 10/000324-04 | AV5108           | BC4129           | BK5189        | BO8032           | BW5178        |
| Jason W.         | 10/000174-04 | AV5108           | BC2576           | BK5193        | BO7690           | BW5136        |
| Jermaine W.      | 10/000322-04 | AV5108           |                  |               |                  |               |

Na hun vrijspraak op 10 maart 2006 verzochten de vijf gewezen verdachten om een schadevergoeding als bedoeld in artikel 89 van het Wetboek van Strafvordering. Op 7 november 2006 besliste de Rechtbank Rotterdam (Raadkamer) op hun verzoeken.
| Verzoeker     | Parketnr.    | Beschikking art. 89 Sv    | Toegewezen   | Beschikking art. 591a Sv  | Toegewezen |
| ------------- | ------------ | ------------------------- | ------------ | ------------------------- | ---------- |
| Nadir A.      | 10/000328-04 | ECLI:NL:RBROT:2006:AZ4924 | € 72.148,74  | ECLI:NL:RBROT:2006:AZ4911 | € 540,00   |
| Rachid B.     | 10/000396-04 | ECLI:NL:RBROT:2006:AZ4952 | € 74.368,00  | ECLI:NL:RBROT:2006:AZ4950 | € 540,00   |
| Mohamed El B. | 10/000393-04 | ECLI:NL:RBROT:2006:AZ4908 | € 88.550,00  | ECLI:NL:RBROT:2006:AZ4904 | € 540,00   |
| Zakaria T.    | 10/000325-04 | ECLI:NL:RBROT:2006:AZ4955 | € 24.137,50  | ECLI:NL:RBROT:2006:AZ4954 | € 540,00   |
| Jermaine W.   | 10/000322-04 | ECLI:NL:RBROT:2006:AZ4896 | € 40.977,80  | ECLI:NL:RBROT:2006:AZ4892 | € 540,00   |
|               |              |                           | € 300.182,04 |                           | € 2.700,00 |